# الكسندر هاكس
الكسندر هاكس (بالألمانية: Alexander Hacke)‏ (و. 1965 – م) هو ممثل، وموسيقي، وعازف قيثارة من ألمانيا. ولد في برلين.

## وصلات خارجية
- الكسندر هاكس على موقع IMDb (الإنجليزية)
- الكسندر هاكس على موقع قاعدة بيانات الأفلام العربية
- الكسندر هاكس على موقع ألو سيني (الفرنسية)
- الكسندر هاكس على موقع ميوزك برينز (الإنجليزية)
- الكسندر هاكس على موقع أول موفي (الإنجليزية)
- الكسندر هاكس على موقع قاعدة بيانات الأفلام السويدية (السويدية)
- الكسندر هاكس على موقع أول ميوزيك (الإنجليزية)
- الكسندر هاكس على موقع ديسكوغز (الإنجليزية)
- الكسندر هاكس على موقع قاعدة بيانات الفيلم (الإنجليزية)
- الكسندر هاكس على موقع كينوبويسك (الروسية)